# Viviparni sisari
Viviparni sisari (lat. Theria, [Terija] — „zvijeri”) ili živorodni sisari, su potklasa sisara unutar kladusa Tribosphenida. Ova potklasa sisara obuhvata kladuse Eutheria i Metatheria, i izumrle rodove Patagomaia, Spelaeomolitor i Tingamarra.

## Sistematika

### Klasifikacija
Klasifikacija potklase Theria:
| Ranija klasifikacija: | Savremena klasifikacija: |
| --- | --- |
| - Potklasa: Theria (Parker & Haswell, 1897) (viviparni sisari) - Kladus: Eutheria (Huxley, 1880) (viši sisari) - Kladus: Metatheria (Huxley, 1880) - Kladus: Paratheria (Thomas, 1887) | - Potklasa: Theria (Parker & Haswell, 1897) (viviparni sisari) - Kladus: Eutheria (Huxley, 1880) (viši sisari) - Infraklasa: Placentalia (Owen, 1837) (placentalni sisari) - Kladus: †Tamirtheria (Velazco , 2022) - Red: †Didymoconida (Van Valen, 1967) - Porodica: †Adapisoriculidae (Van Valen, 1967) - Porodica: †Zhelestidae (Nessov, 1985) - Rod: †Acristatherium (Hu, 2010) - Rod: †Bobolestes (Nessov, 1985) - Rod: †Endotherium (Shikama, 1947) - Rod: †Juramaia (Luo, 2011) - Rod: †Montanalestes (Cifelli, 1999) - Rod: †Murtoilestes (Averianov & Skutschas, 2001) - Kladus: Metatheria (Huxley, 1880) - Kladus: Marsupialiformes (Vullo & Gheerbrant, 2009) - Red: †Deltatheroida (Kielan-Jaworowska, 1982) - Rod: †Adinodon (Hershkovitz, 1995) - Rod: †Holoclemensia (Slaughter, 1968) - Rod: †Sinodelphys (Luo, 2003) - Rod: †Patagomaia (Chimento, 2024) - Rod: †Spelaeomolitor (Martin, 2023) - Incertae sedis: - Rod: †Tingamarra (Godthelp, 1992) |
| † - oznaka za izumrli takson | |

### Filogenija
Dolje prikazan kladogram predstavlja filogenetske veze potklase Theria.

|   | †Spelaeomolitor |
|   | |
|   | \| \| Eutheria \| \| \| \| \| \| †Patagomaia \| \| \| \| \| ? \| †Tingamarra \| \| \| †Tingamarra \| \| \| Metatheria \| \| \| \| |
|   | |
|   | Eutheria |
|   | |
|   | †Patagomaia |
|   | |
| ? | †Tingamarra |
|   | †Tingamarra |
|   | Metatheria |
|   | |

|   | Eutheria    |
|   |             |
|   | †Patagomaia |
|   |             |
| ? | †Tingamarra |
|   | †Tingamarra |
|   | Metatheria  |
|   |             |

## Spoljašnje veze
- Aron Ra - "Systematic Classification of Life (episode 31) - Theria"